# Božejov (Žár)
Božejov (německy Puschendorf nebo také Buschendorf) je malá vesnice, část obce Žár v okrese České Budějovice v Jihočeském kraji. Nachází se asi 1,5 kilometru jižně od Žáru. V současnosti je zde evidováno 24 adres. V roce 2011 zde trvale žilo 13 obyvatel.
Božejov leží v katastrálním území Božejov u Nových Hradů o rozloze 3,52 km². V tomto katastrálním území se nachází i poutní místo Hasenbrunn (Zaječí pramen) na východním svahu Kamenské hory

## Popis
Vesnici tvoří přibližně oválná náves, kterou těsně lemují selské statky, takže dispozice vsi je velice kompaktní až uzavřená. V roku 1990 byla v Božejově vyhlášena vesnická památková zóna.
Vesnicí prochází cyklotrasa č. 1046, jež je součástí naučné cyklostezky Pamětí Novohradska.

## Historie
První písemná zmínka o vesnici pochází z roku 1390.

## Obyvatelstvo
| Rok            | 1869 | 1880 | 1890 | 1900 | 1910 | 1921 | 1930 | 1950 | 1961 | 1970 | 1980 | 1991 | 2001 | 2011 | 2021 |
| -------------- | ---- | ---- | ---- | ---- | ---- | ---- | ---- | ---- | ---- | ---- | ---- | ---- | ---- | ---- | ---- |
| Počet obyvatel | 191  | 154  | 155  | 163  | 173  | 175  | 140  | 81   | 75   | 37   | 31   | 17   | 9    | 13   | 23   |
| Počet domů     | 31   | 27   | 26   | 26   | 28   | 28   | 32   | 30   | 30   | 9    | 10   | 8    | 20   | 19   | 17   |

## Obecní správa
Při sčítání lidu v letech 1850–1869 Božejov byl samostatnou obcí v okrese Kaplice. V letech 1869–1960 byl osadou obce Žumberk, se kterým patřil nejprve do okresu Kaplice, ale v roce 1950 v okrese Trhové Sviny a od roku 1960 v okrese České Budějovice. Od 12. června 1960 do 30. června 1985 byl částí obce Žár v okrese České Budějovice. Od 1. července 1985 do 23. listopadu 1990 byl částí města Nové Hrady v okrese České Budějovice. Od 24. listopadu 1990 je opět částí obce Žár v okrese České Budějovice.

## Pamětihodnosti
V Božejově se nachází tyto kulturní památky:
- kaple na návsi[11]
- venkovská usedlost čp. 8[12]
- kovárna (památkou od 3. 5. 1958 do 1. 1. 1987)[13]

## Galerie

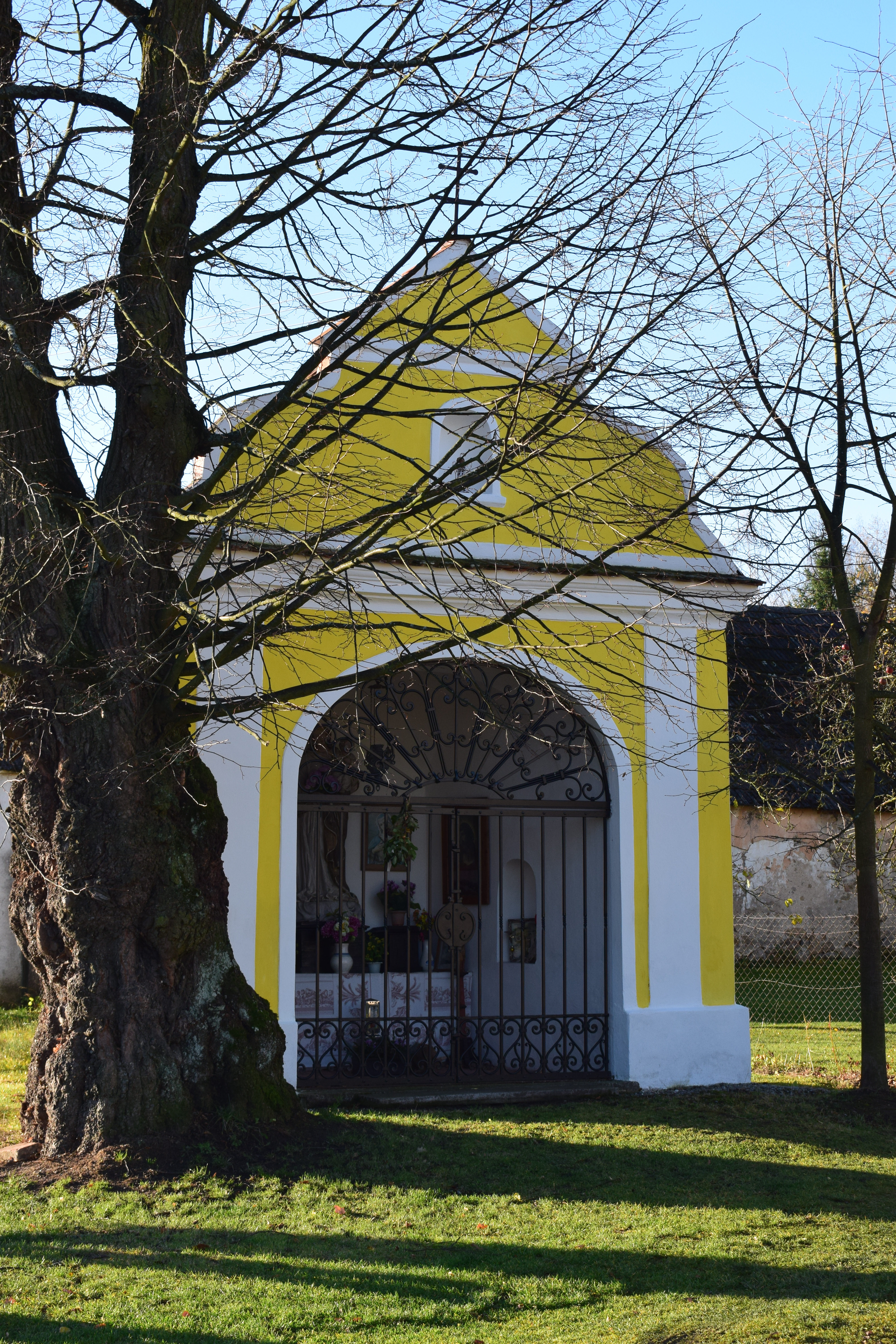
Kaple Panny Marie na návsi, kulturní památka
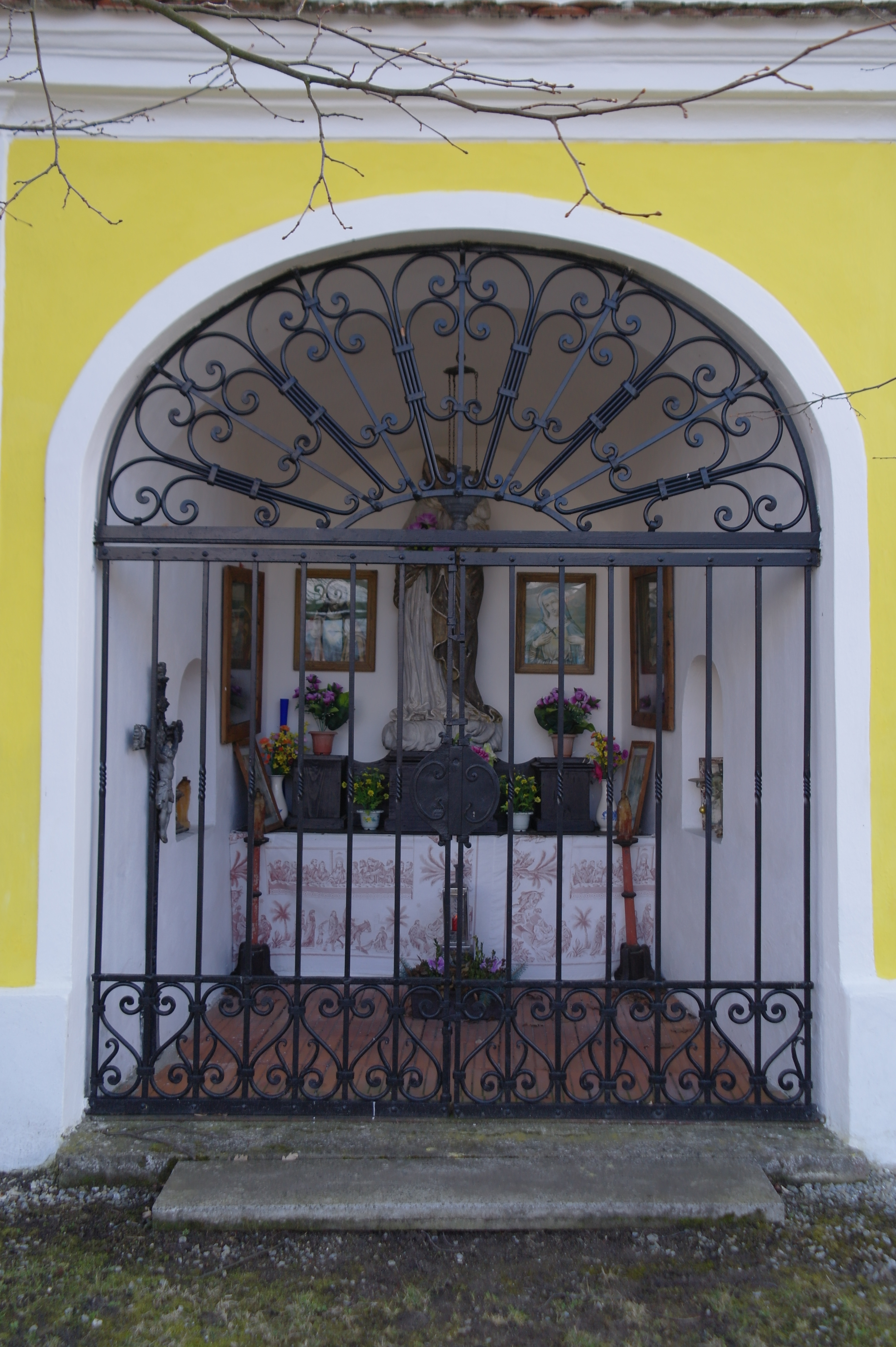
Detail kaple
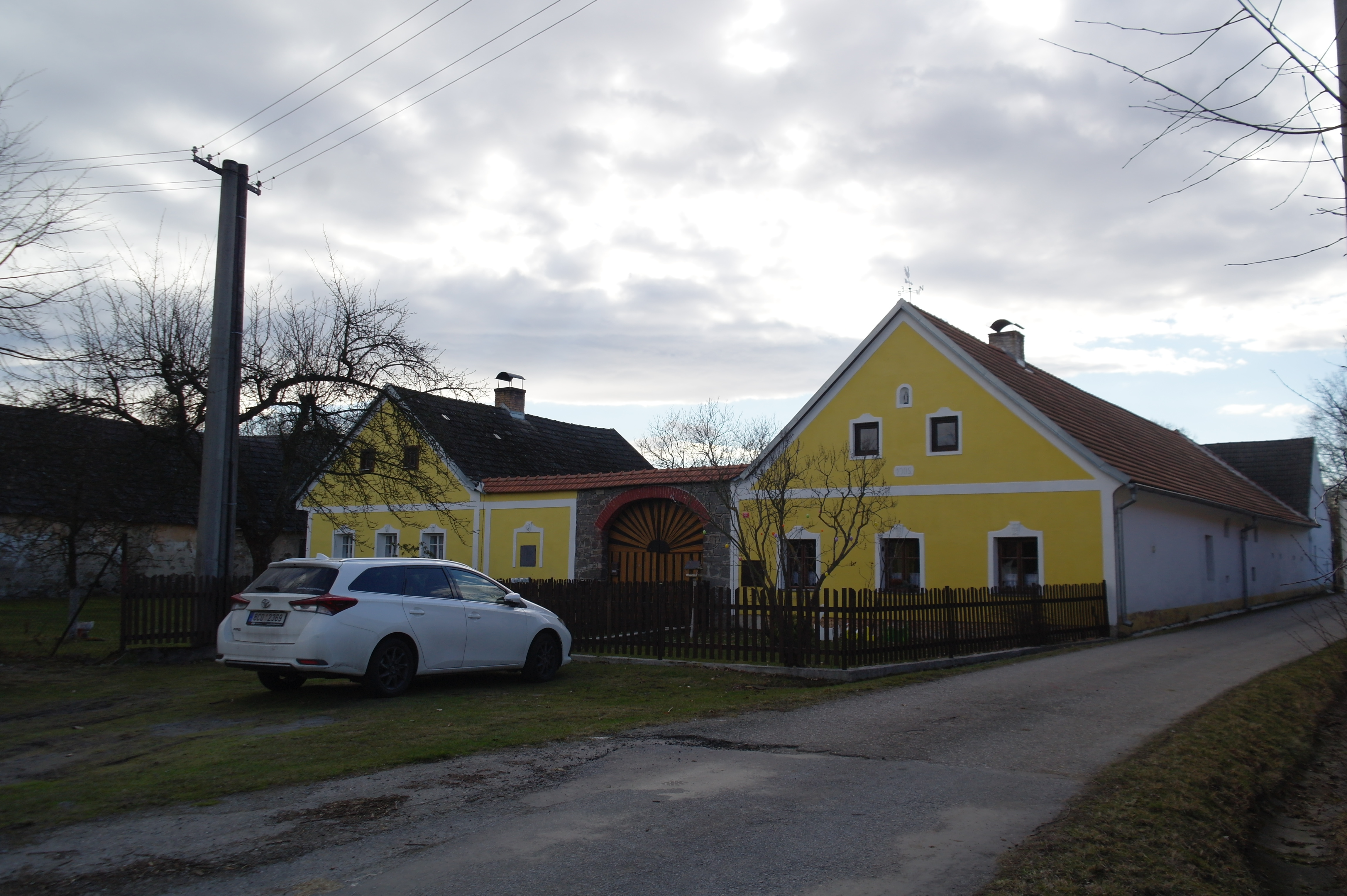
Dům čp. 17
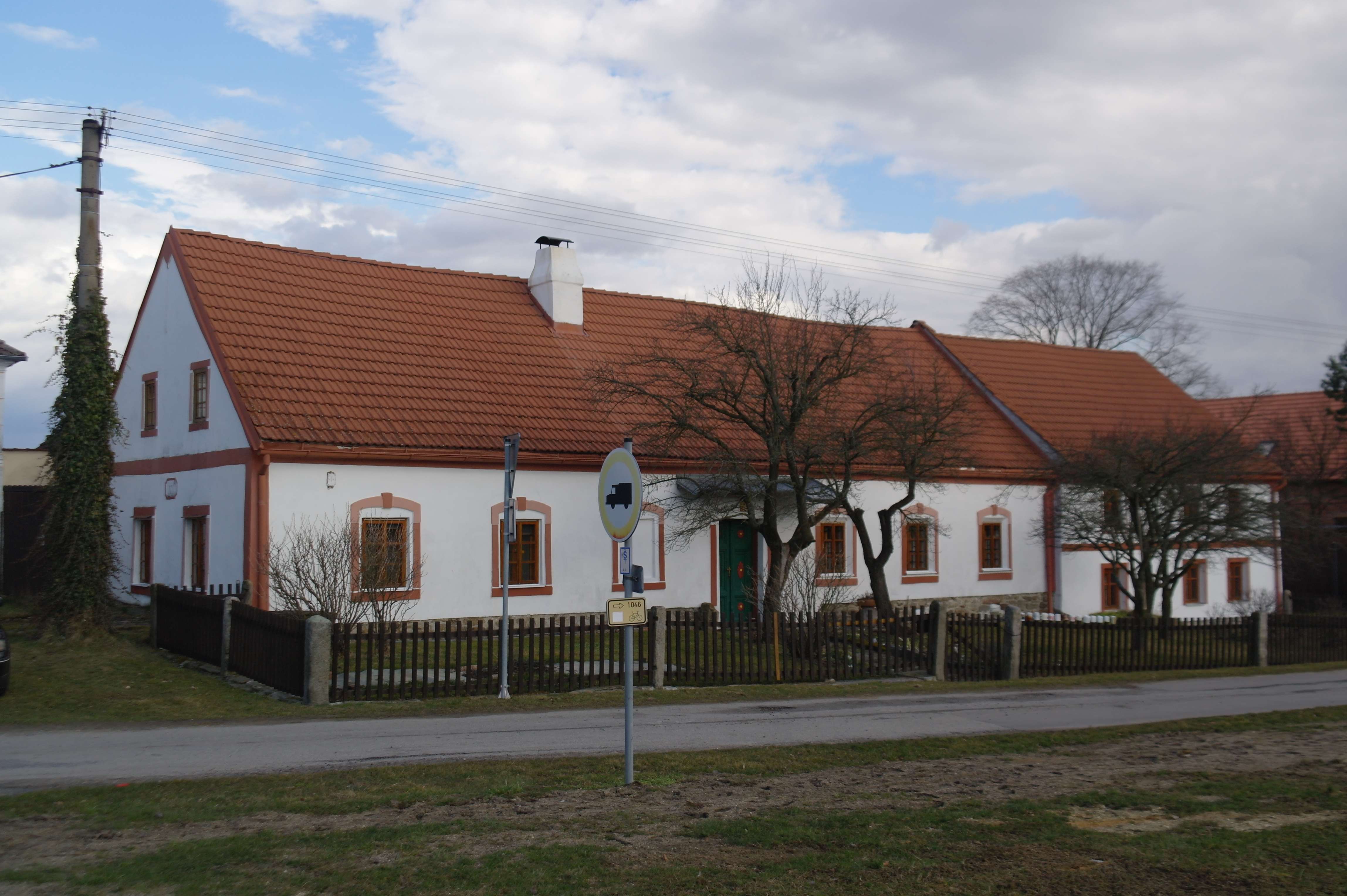
Dům čp. 8, kulturní památka
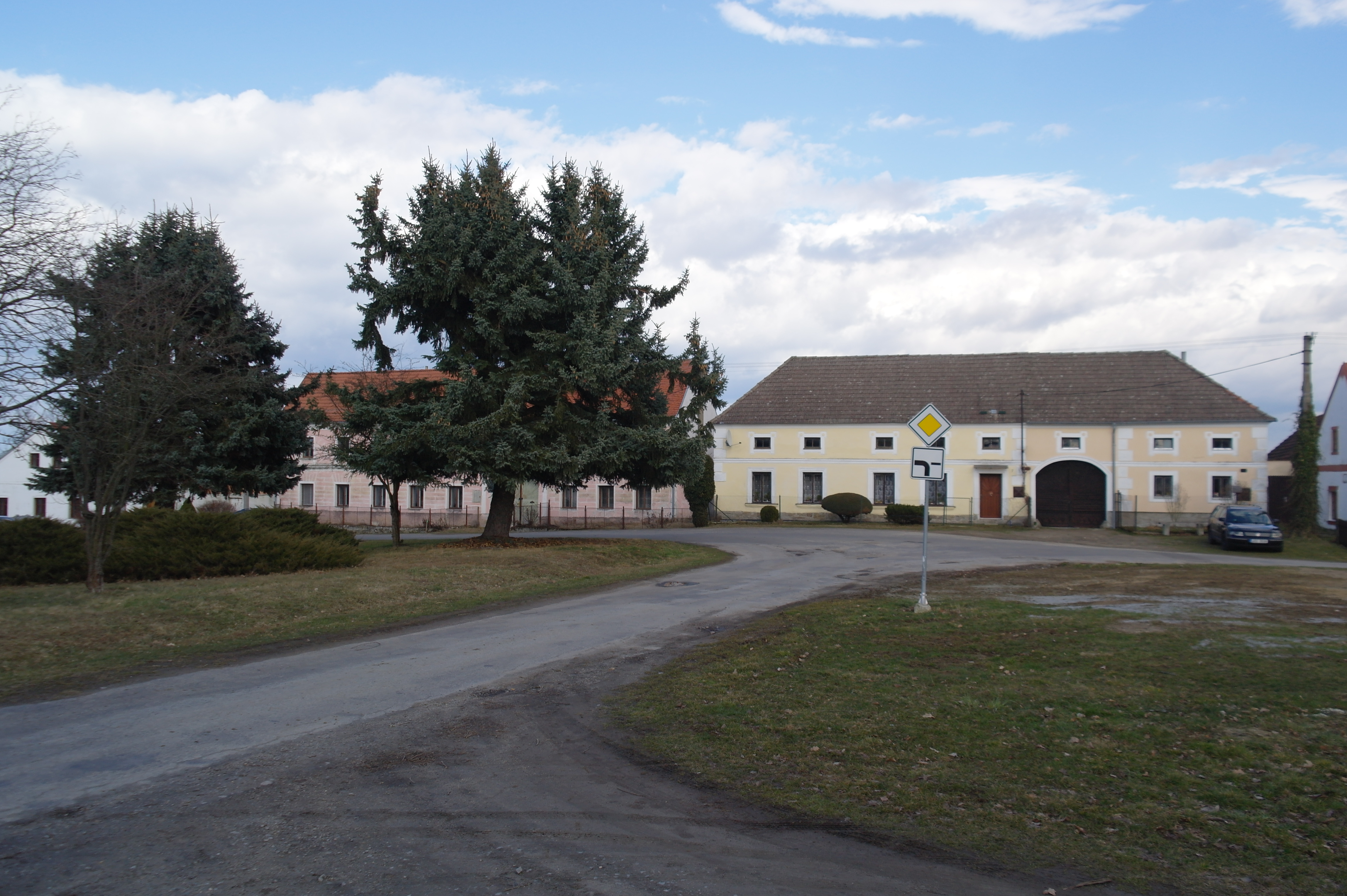
Náves
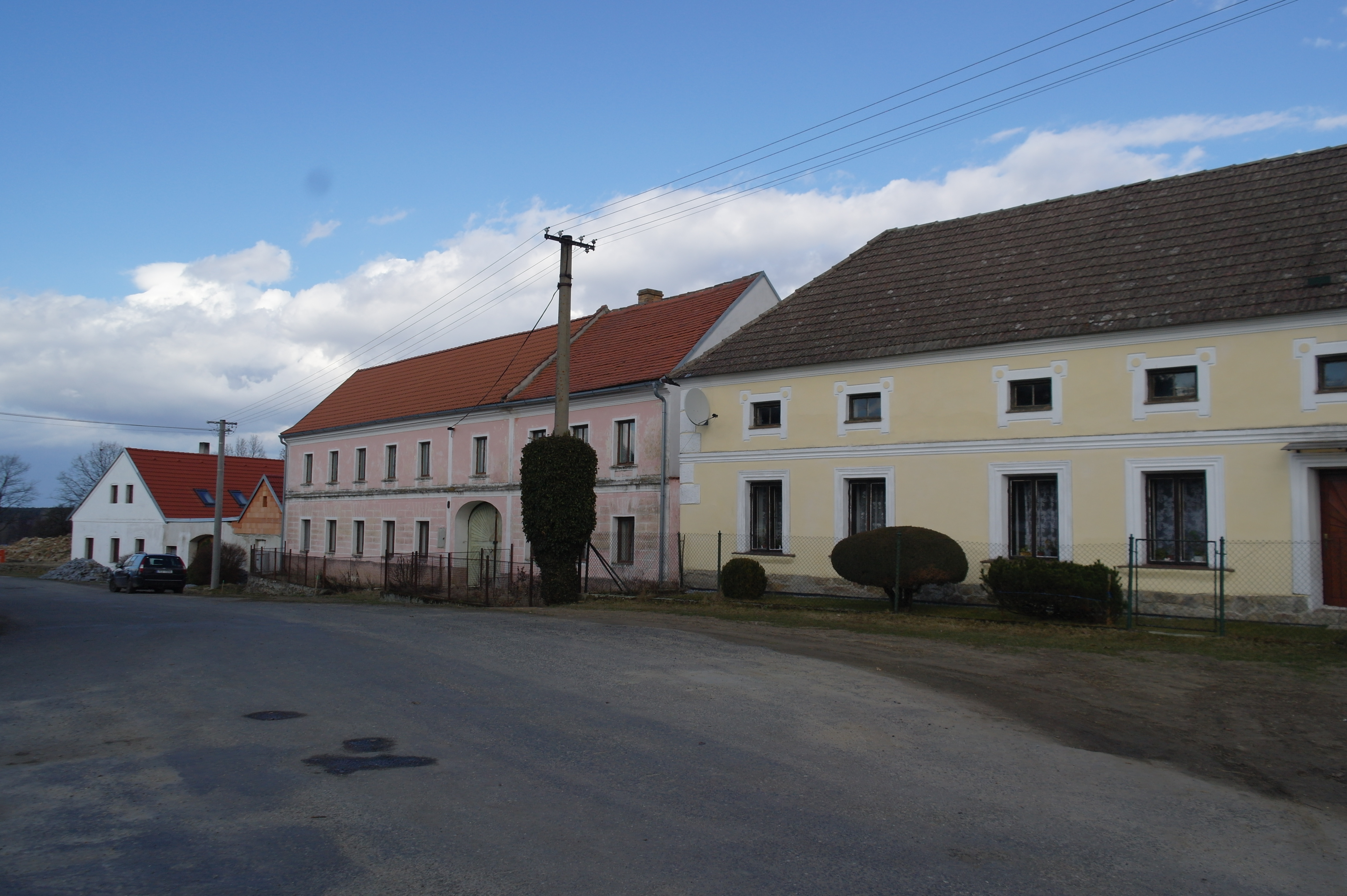
Domy na návsi
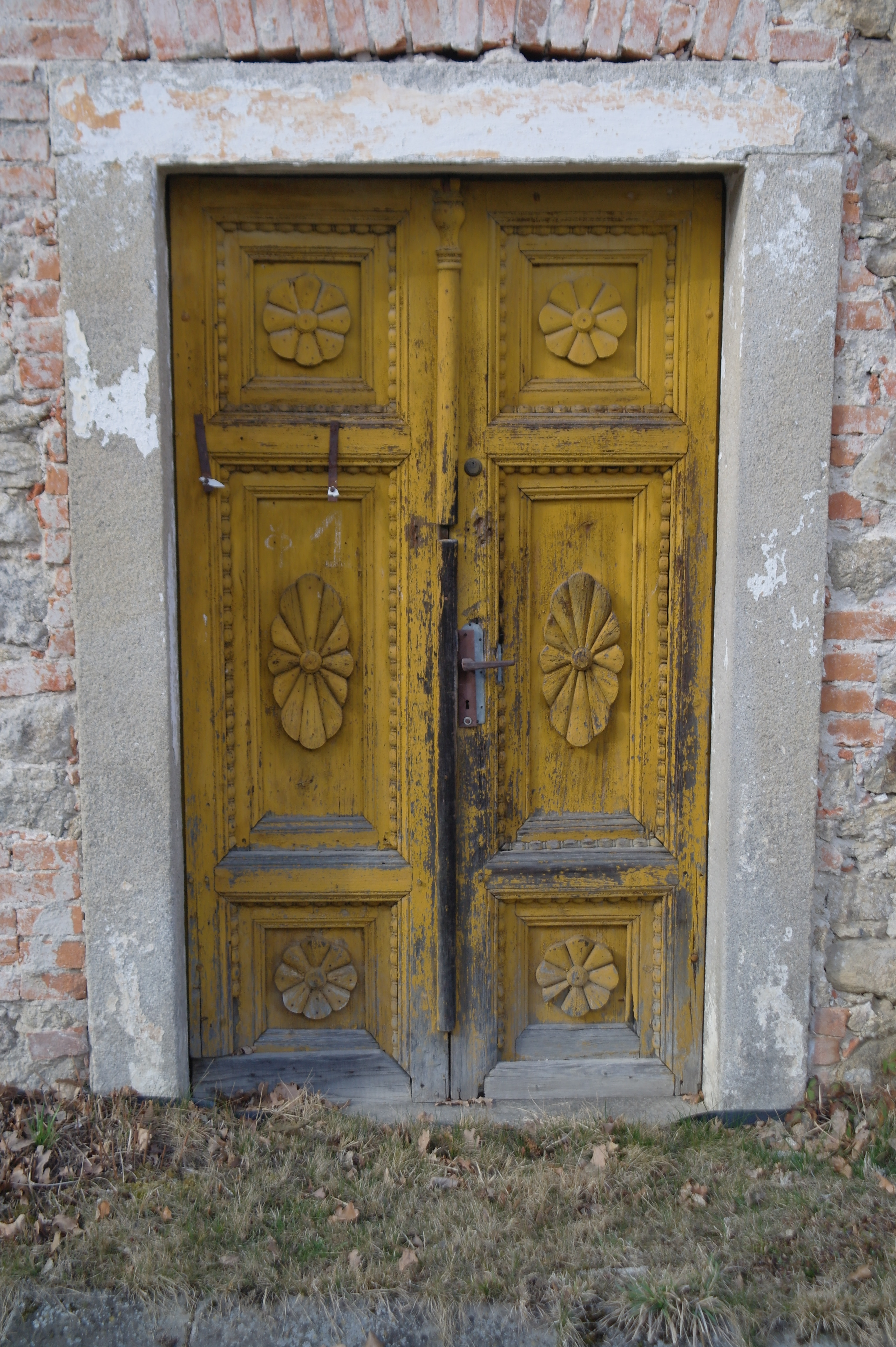
Dveře domu čp. 1